# 瓢儿屯站
瓢儿屯站，位于中华人民共和国辽宁省抚顺市望花区，是沈抚城际铁路上的火车站，建于1919年，由沈阳局集团管辖。

## 歷史
- 建于1919年。
- 2017年9月21日，瓢儿屯站停办旅客乘降，保留售票业务。
- 2020年7月28日，瓢儿屯站停止售票业务，正式停办客运。

## 車站周邊
- 恒德高中
- 望花区环境保护局
- 中国邮政储蓄银行望花公园支行
- 望花区地税局
- 中国建设银行雷锋路支行
- 中国电信望花营业厅
- 雷锋纪念馆
- 农村商业银行雷锋路支行
- 中国移动雷锋路营业厅
- 中国邮政抚顺市雷锋邮政所
- 抚顺银行望花支行
- 望花区财政局
- 中国联通望花营业厅
- 中国建设银行抚顺昌顺储蓄所
- 中国农业银行建设市场储蓄所

## 交通接驳
瓢儿屯
| 编号 | 编号 | 线路     | 线路 | 线路       | 收费 | 运营商   | 备注 |
| ---- | ---- | -------- | ---- | ---------- | ---- | -------- | ---- |
|      | 109  | 锦绣澜湾 | ⇆    | 东华园社区 | 1元  | 沈抚巴士 |      |

今日装饰城北门
除沈抚示范区109路外还有

| 编号 | 编号 | 线路       | 线路 | 线路       | 收费 | 运营商   | 备注 |
| ---- | ---- | ---------- | ---- | ---------- | ---- | -------- | ---- |
|      | 40   | 海洋馆园区 | ↺    | 海洋馆园区 | 1元  | 公汽望花 |      |

## 外部連結
- 中国铁路客户服务中心 （页面存档备份，存于）